# Karlova Ves (Bratislava)
Pour les articles homonymes, voir Karlova Ves.
Karlova Ves (allemand : Karlsdorf, hongrois : Károlyfalu) est un quartier de la ville de Bratislava, en Slovaquie.

## Histoire
La première mention écrite du quartier date de 1786.

## Démographie

### Évolution de la population
| Année:               | 1994.  | 2004.    | 2014.   | 2024.   |
| -------------------- | ------ | -------- | ------- | ------- |
| Nombre de personnes: | 29 272 | 33 212   | 33 056  | 34 810  |
| Différence:          |        | +13,45 % | -0,46 % | +5,30 % |

| Année:               | 2023.  | 2024.   |
| -------------------- | ------ | ------- |
| Nombre de personnes: | 34 942 | 34 810  |
| Différence:          |        | -0,37 % |

## Politique
| Nom           | Parti politique | date de l'élection | Fin du mandat |
| ------------- | --------------- | ------------------ | ------------- |
| Dana Čahojová | indépendant     | 15. 11. 2014       | Déc. 2018     |